# Монти-Сиан
Монти-Сиан (порт. Monte Sião) — муниципалитет в Бразилии, входит в штат Минас-Жерайс. Составная часть мезорегиона Юг и юго-запад штата Минас-Жерайс. Входит в экономико-статистический микрорегион Посус-ди-Калдас. Население составляет 18 836 человек на 2006 год. Занимает площадь 290,201 км². Плотность населения — 64,9 чел./км².
Праздник города — 29 марта.

## История
Город основан 29 декабря 1936 года. 

## Статистика
- Валовой внутренний продукт на 2003 год составляет 124 938 752,00 реалов (данные: Бразильский институт географии и статистики).
- Валовой внутренний продукт на душу населения на 2003 год составляет 6738,15 реалов (данные: Бразильский институт географии и статистики).
- Индекс развития человеческого потенциала на 2000 год составляет 0,811 (данные: Программа развития ООН).